# Ellinikon nemzetközi repülőtér
Az Ellinikon nemzetközi repülőtér (néhol Hellinikon, görögül Διεθνής Αερολιμένας Ελληνικού) (IATA: HEW, ICAO: LGAT) Athén nemzetközi repülőtere volt 1938-tól 2001-es bezárásáig, amikor szerepét az Elefthériosz Venizélosz nemzetközi repülőtér vette át. A repülőtér Athéntól 7 km-re délre terült el, Glifáda településtől keletre. Nevét Elliniko faluról kapta, amely mára Athén külvárosává vált.

## Történet
A katonai bázis történetét lásd itt: Ellinikon légibázis

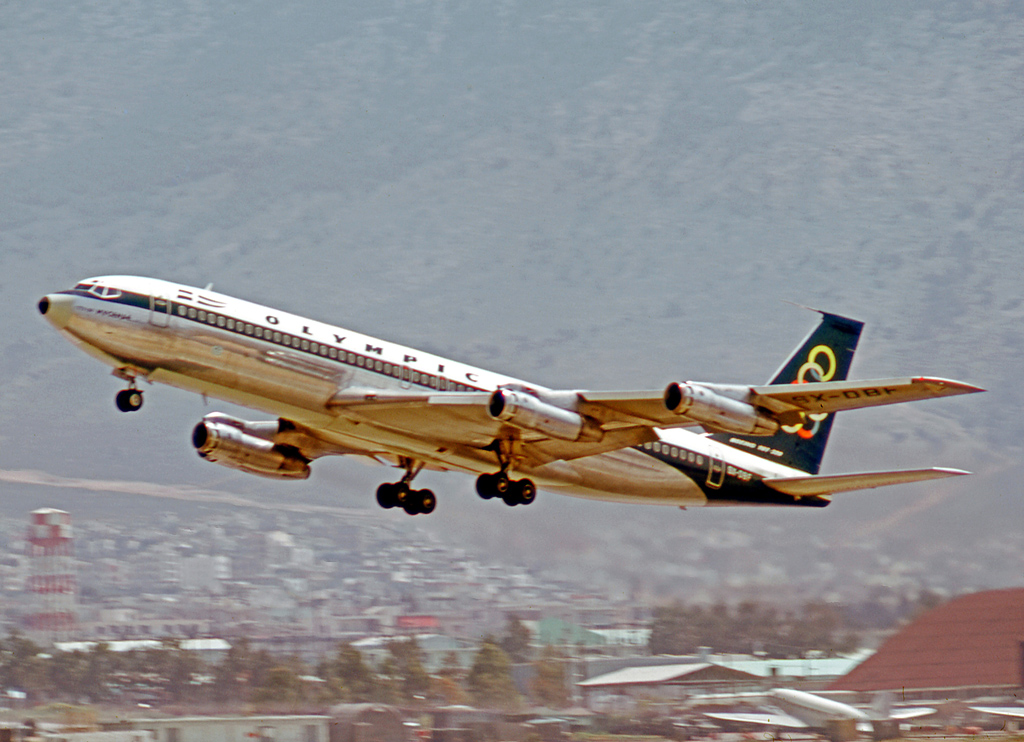
Az Olympic Airways Boeing 707 gépének felszállása az Ellinikonról (1973)

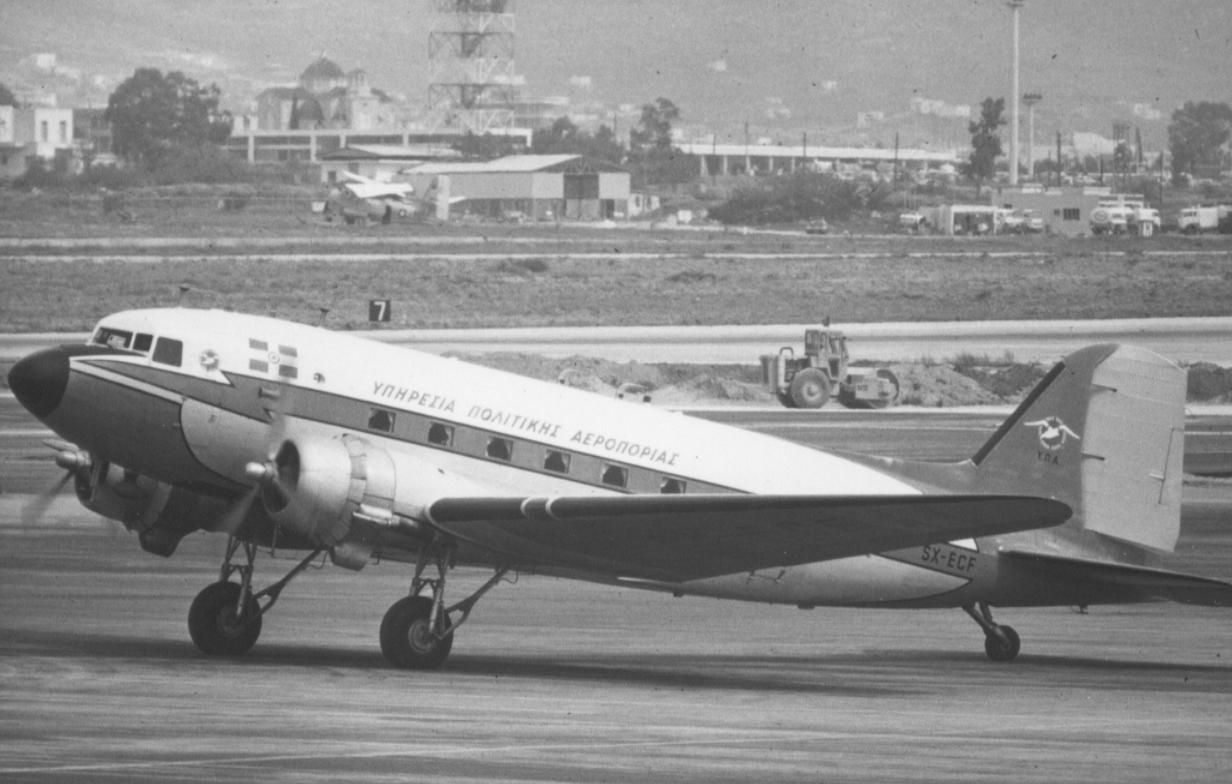
A Hellenic CAA Douglas DC-3 gépe az Ellinikonon (1973 április)

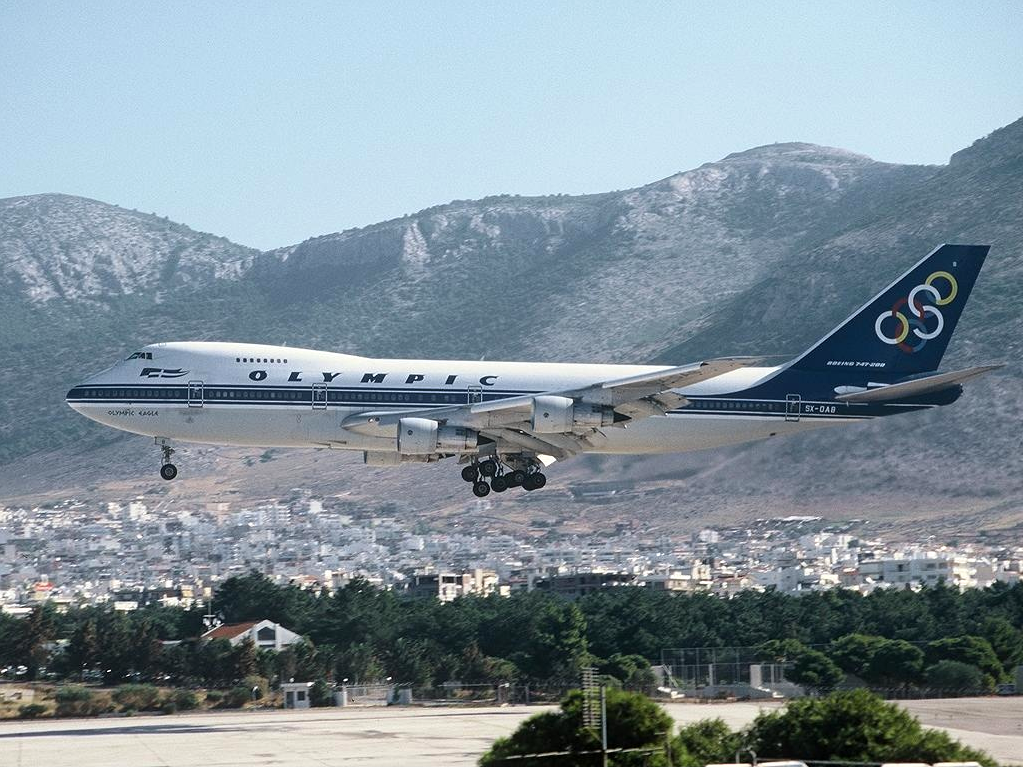
Az Olympic Airways Boeing 747-200B gépe leszállás előtt a repülőtéren (1996)

A repülőtér 1938-ban épült. A nácik 1941-ben megszállták Görögországot, és az akkor Kalamaki repülőtér néven ismert repteret a Luftwaffe használta bázisként. A második világháború után a görög kormány megengedte az Egyesült Államoknak, hogy használják a repülőteret; az akkor Hasszani néven ismert repteret az amerikai légierő már 1945. október 1-jén is használta, a Róma és egyes közel-keleti célpontok műveleti bázisaként. 1988-ban a görög kormány úgy döntött, nem hosszabbítja meg az egyezséget, így az amerikai légierő 1991-ben beszüntette itteni működését.
A repülőteret nyugatról a tengerpart, délről a glifádai golfklub és az Ellinikon-Glifáda közigazgatási határ, valamint lakónegyedek határolják. Az Ellinikon a görög nemzeti légitársaság, az Olympic Airways bázisa volt. Két terminálja közül a nyugatit az Olympic Airways, a keletit a többi légitársaság használta. A keleti terminált Eero Saarinen finn építész tervezte 1960 és 1969 között. Bezárása előtt a repülőtéren évente 12 millió utas fordult meg; az utolsó innen induló járat az Olympic Airways Boeing 737 gépe volt, Thesszaloníki felé.
Bezárása után a repülőtér északnyugati részét átalakították, a kifutópályákból lett a Helliniko Olimpiai Komplexum, ahol a 2004-es nyári olimpiai játékok idején a kajak-kenu szlalom-, gyeplabda-, baseball- és softballmérkőzéseket tartották. A repülőtér nyugati hangárjaiból a vívás versenyszámok helyszíne és az egyik nagyobb beltéri kosárlabdapálya lett.
2005-ben egy nemzetközi építészcsapat, melyet David Serero, Elena Fernandez és Philippe Coignet tájépítész vezetett, megnyerte azt a pályázatot, amelynek célja egy nagyvárosi park létesítése az Ellinikon repülőtér korábbi területén. A pályázaton több mint 300 építészcsoport vett részt, szponzora a Nemzetközi Építészszövetség, a görög környezetvédelmi minisztérium és az athéni várostervezésért és környezetvédelemért felelős ORSA voltak. A tervet a csapat 2006-ban és 2007-ben két fázisban is továbbfejlesztette az athéni szervezetekkel együtt. 2012-re a kormány tervei, melyekkel befektetőket szeretnének vonzani és kereskedelmi szempontból fejlesztenék a területet, háttérbe szorították a park tervét, bár a közeli települések kinyilvánították, hogy a parkot szeretnék jobban.
2011 áprilisában a nyugati terminál épületében megnyílt az Olympic Airways Múzeum, melyben három olyan repülőgép is megtekinthető, amely a repülőtér bezárása óta itt parkolt. A Görög Meteorológiai Szolgálat központja, az athéni radarközpont, valamint a Görög polgári repülés hivatalának a központja még mindig az Ellinikonon található. 2017-ben a volt repülőtér nyugati termináljának épülete a menekülteknek ad otthont. Kb. 4000 menekült tartózkodik a Ellinikon repülőtéren.

## Forgalom
Az utasforgalom az elmúlt években az alábbi módon változott:
| Utasok száma | 9 992 253 | 9 924 089 | 10 411 691 | 11 090 053 | 10 880 421 | 11 770 795 | 13 347 914 |
|              | 1994      | 1995      | 1996       | 1997       | 1998       | 1999       | 2000       |

## Filmbeli ábrázolása
Menahem Golan 1986-ban bemutatott The Delta Force című filmjében látszik a repülőtér külseje abban a jelenetben, ahol az egyik libanoni terrorista kiszáll egy taxiból.

## Szerencsétlenségek
Halálos

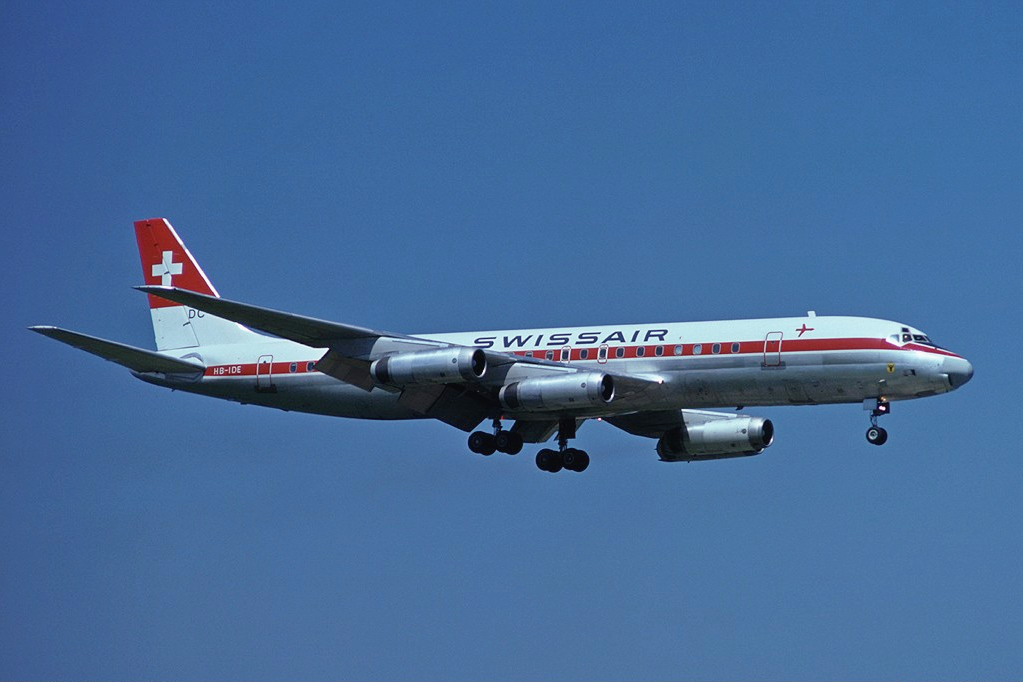
A Swissair DC-8-62 típusú, HB-IDE lajstromjelű gépe leszálláskor túlfutott a kifutón (1979. október 8.)

- 1969. december 8-án az Olympic Airways 954-es járata, egy Douglas DC-6 (SX-DAE) a Paneio-hegynek ütközött, miközben megközelítette a repülőteret. A fedélzeten minden utas és a legénység minden tagja, összesen 90 ember vesztette életét a DC-6 géptípus történelmének legnagyobb katasztrófájában.[8]
- 1972. október 21-én az Olympic Airways NAMC YS-11A-500 gépe (SX-BBQ), amely Korfu és Athén között közlekedett, a rossz látási viszonyok miatt a tengerbe zuhant, miközben megközelítette a repülőteret. A fedélzeten 53-an tartózkodtak, 36 utas és a másodpilóta a tengerbe fulladt, 13 utast és a legénység három tagját sikerült kimenteni.[9]
- 1973. január 23-án egy Piaggio P.136L-2 kétéltű repülő (SX-BDC) nem sokkal a 33-as kifutóról történt felszállása után lezuhant. A balesetet az okozta, hogy a repülő új kormányoszlopának beépítésekor a csűrők csatlakozókábeleit felcserélték. A gépnek három utasa volt, egyikük, Alexander Onassis életét vesztette.[10]
- 1979. október 8-án a Swissair 316-os járata, egy Douglas DC-8-62 (HB-IDE) landoláskor túlfutott a kifutón, mikor megérkezett Genfből. A gép bal szárnya és farka levált a törzsről, mielőtt megállt. A baleset miatt kitört tűzben a fedélzeten tartózkodó 154 ember közül 14-en életüket vesztették.[11]
- 1992. március 24-én a Golden Star Air Cargo Boeing 707-320C gépe (ST-ALX), amely rakományt szállított Amszterdam és Athén között, vizuális megközelítés alatt nekiütközött a repülőtértől 5,5 km-re délkeletre lévő Himettosz-hegynek. A balesetben heten haltak meg.[12]

Nem halálos
- 1959. június 21-én a kanadai légierő Canadair North Star (17525) gépének egyik kereke leszálláskor defektet kapott, majd tűz ütött ki, mikor egy üzemanyag-vezeték megsérült. A fedélzeten 26 személy tartózkodott, senki nem halt meg, de a gép javíthatatlanul károsodott.[13]

## Fordítás
- Ez a szócikk részben vagy egészben  az   Ellinikon International Airport című angol Wikipédia-szócikk ezen változatának fordításán alapul.  Az eredeti cikk szerkesztőit annak laptörténete sorolja fel. Ez a jelzés csupán a megfogalmazás eredetét és a szerzői jogokat jelzi, nem szolgál a cikkben szereplő információk forrásmegjelöléseként.